# Asteroid City
Asteroid City är en amerikansk romantisk komedifilm från 2023. Filmen är regisserad av Wes Anderson som även skrivit manus.
Filmen hade världspremiär vid Filmfestivalen i Cannes 2023 den 23 maj. Den hade biopremiär i Sverige den 9 juni samma år, utgiven av Universal Pictures.

## Handling
Det är dags för en juniortävling i stjärnskådning, men resplanerna avbryts abrupt av omvälvande nyheter.

## Rollista (i urval)
- Scarlett Johansson – Midge Campbell
- Tom Hanks – Stanley Zak
- Jason Schwartzman – Augie Steenbeck
- Tilda Swinton – Dr. Hickenlooper
- Adrien Brody – Schubert Green
- Rupert Friend – Montana
- Bryan Cranston – TV-host
- Margot Robbie – TV-actress
- Hope Davis – Sandy Borden
- Jeff Goldblum – The Alien
- Jeffrey Wright – General Grif Gibson
- Liev Schreiber – J.J. Kellogg
- Matt Dillon – Hank
- Sophia Lillis – Shelly
- Maya Hawke – June Douglas
- Jake Ryan – Woodrow Steenbeck
- Ethan Josh Lee – Ricky
- Edward Norton – Conrad Earp
- Steve Carell – motel manager
- Hong Chau – Polly Green
- Willem Dafoe – Saltzburg Keitel
- Grace Edwards – Dinah Campbell
- Aristou Meehan – Clifford
- Jarvis Cocker – cowboy
- Tony Revolori
- Fisher Stevens
- Rita Wilson